# Tahtakuşlar, Edremit
Tahtakuşlar là một xã thuộc huyện Edremit, tỉnh Balıkesir, Thổ Nhĩ Kỳ. Dân số thời điểm năm 2010 là 825 người.